# Ґлажево-Сьвеншкі
Ґлажево-Сьвеншкі (пол. Głażewo-Święszki) — село в Польщі, у гміні Млинаже Маковського повіту Мазовецького воєводства.
Населення — 134 особи (2011).
У 1975-1998 роках село належало до Остроленцького воєводства.

## Демографія
Демографічна структура станом на 31 березня 2011 року:
|          | Загалом | Допрацездатний вік | Працездатний вік | Постпрацездатний вік |
| -------- | ------- | ------------------ | ---------------- | -------------------- |
| Чоловіки | 71      | 17                 | 51               | 3                    |
| Жінки    | 63      | 15                 | 30               | 18                   |
| Разом    | 134     | 32                 | 81               | 21                   |